# Epigastrina
Epigastrina là một chi nhện trong họ Micropholcommatidae.